# Татуировки моей бабушки
«Татуировки моей бабушки» или «Клеймо моей бабушки» (швед. Farmors tatueringar) — шведский документальный фильм компании, повествующий о сексуальном рабстве во время геноцида армян. Снят в 2011 году режиссёром Сюзанной Харталян. Рекомендован в качестве пособия для ученных и студентов изучающих геноцид армян, а также кафедрам конфликтологии и гендерных исследований.

## История создания
У режиссёра картины Сюзанны Харталян была бабушка, имевшая большое количество татуировок. Она никогда не говорила, откуда они взялись. Их значение Сюзан узнала, изучая архив Лиги Наций, где она наткнулась на большую коллекцию фотографий, похищенных во время геноцида, армянских женщин и детей. Решив снять фильм об истории своей бабушки, она продолжила свои изыскания, в ходе которых выяснилось, что все девушки, включая детей, имевшие наколки, находились в сексуальном рабстве. Во время массового уничтожения армян, армянских девушек забирали себе различные турецкие семьи, курдские и арабские племена. Там их клеймили как собственность. В ходе работы над фильмом, съемочная группа путешествовала по Армении, Ливану, Сирии и США , где встречались с носителями таких татуировок и их детьми.

## Сюжет
В фильме рассказывается о тысячах армянских женщин, переживших Геноцид армян в Османской империи 1915 года, об их жизненном пути и о том, каким образом на их телах и лицах оказались странные «татуировки». Обо всем этом, режиссёр рассказывает на примере свой бабушки Ханум. О последней рассказывает её 98-летняя сестра Люсия, у которой также, как и у её сестры, есть татуировки. Во время геноцида армян, сестры вместе с матерью были взяты в рабство одним курдским родом, у которых они жили несколько лет. В фильме, помимо сестры, о бабушке Ханум, рассказывает и мать режиссёра, которая раскрывает тайну о том, что: Бабушке Ханум было 12 лет, когда во время бегства от резни её, в присутствии сестры и матери, на берегу реки Евфрат изнасиловал курдский капитан корабля.

## Показ
После выхода фильма, в Швеции в течение нескольких недель к режиссёру подходили прохожие на улицах и высказывали свою точку зрения. Одни были в шоке от увиденного, другие поздравляли и говорили, что это настоящий успех.
Картина была показана в США, России, Армении и НКР, Турции, Египте, Ливане и странах Европы. Все это сделало ленту известной за рубежом. Картина демонстрировалась на Ереванском и Стамбульском кинофестивале, кроме того, в канун очередной даты памяти геноцида армян, фильм был показан по арабскому каналу Al Jazeera..

## После выхода
Фильм был встречен положительно. Обозреватель «Шведской дневной газеты» Астрид Уиддинг оценила фильм пятью звездами. Представляющий телеканал TV4 Ронни Свеннсон дал фильму четыре звезды. В 2012 году, документально-биографическая картина, была представлена на Ереванском международном кинофестивале «Золотой абрикос 2012», где удостоилась премии национальной киноакадемии Армении. Согласно сайту «IMDb» кинолента, получила рейтинг 7,5 из 10 возможных

### Отзывы
Гисель Танассе (Калифорнийский университет в Беркли):

Душераздирающий, таинственный и визуально увлекательный фильм, который дает уникальную возможность проследить жизнь людей оставшихся в живых после геноцида армян…"Татуировки моей бабушки" служит прекрасным дополнением к фильму «Возвращение к Арарату». Он является хорошим материалом для студентов и ученых, заинтересованных в дальнейшем изучении в Геноцида армян. Кроме этого его можно использовать на курсах конфликтологии, а также гендерных и женских исследовательских курсах.

Мария Смаберг (Лундский университет):

Это шокирующий фильм. Он чрезвычайно важен. Он дает знания,
пробуждает сострадание, и призывает к действию

Горан Гуннер (Университет богословия Стокгольма):

Фильм приглашает Вас в увлекательное путешествие, где сложив все куски
головоломки вместе, шаг за шагом, он разрушает стену молчания

Лотта Шуллерквист (журналист):

Очень трогательный фильм, дающий пищу для размышлений. Будучи очень личным, он в то же время и полностью универсальный — история бабушки, это есть и всегда была судьба женщин конфликтах.

## Награды
- 2012 — Премия национальной киноакадемии Армении («Ереванский кинофестиваль Золотой абрикос 2012»).[9]